# 1965年東京都議会議員選挙
1965年東京都議会議員選挙（1965ねんとうきょうとぎかいぎいんせんきょ）は、東京都の議決機関である東京都議会を構成する議員を全面改選するために行われた選挙で、1965年7月23日に投票が行われた。

## 概要
1965年3月15日、藤森賢三都議が贈収賄容疑で逮捕されたことをきっかけに、議長選挙に絡む汚職事件が明るみとなり小山貞雄議長や建部順元議長など議長経験者が相次いで逮捕された。これとは別に許認可に絡む汚職事件で自民党都議が逮捕・起訴される事態となった。これらの事件は東京都議会黒い霧事件と呼ばれた。
相次ぐ汚職事件に因って都議会に対する都民の不信感は強まり、解散を求める声がわき起こった。また社会党など都議会野党も都議会解散を求め、5月24日には野党4党（社会党・公明党・民社党・共産党）に東京地方労働組合評議会（東京地評）など5団体が参加した都政刷新都議会解散リコール統一本部が発足した。そして6月5日から統一リコール（代表請求人：中野好夫）の署名運動が始まったが、リコールによる解散を避けたい自民党が主導して提案した特例法律案が5月31日に衆議院本会議で、6月1日に参議院本会議で、それぞれ可決され、「地方公共団体の議会の解散に関する特例法」として6月3日に公布・即日施行された。この法律に基づいて都議会が6月14日の臨時本会議で都議会解散決議案を全会一致で可決したことにより、都議会は解散された。
各党は「都政刷新」を旗印に激しい選挙戦を展開した。
これ以降、前回選挙まで統一地方選挙の一選挙として実施されていた東京都議会議員選挙は、独自の選挙として行われるようになった。

## 基礎データ
- 告示日：1965年7月8日（立候補届出締切は7月11日）
- 投票日：1965年7月23日
- 改選議席：120議席
- 立候補者数：308

|            | 合計 | 新旧別 | 新旧別 | 新旧別 | 解散時 議席 |
| 前職       | 合計 | 元職   | 新人   |        | 解散時 議席 |
| ---------- | ---- | ------ | ------ | ------ | ----------- |
| 自由民主党 | 77   | 40     | 7      | 30     | 46          |
| 日本社会党 | 68   | 26     | 6      | 26     | 31          |
| 公明党     | 23   | 17     | 0      | 6      | 17          |
| 日本共産党 | 36   | 2      | 1      | 33     | 2           |
| 民社党     | 22   | 0      | 7      | 15     | 0           |
| 諸派       | 15   | 1      | 0      | 14     | 0           |
| 無所属     | 77   | 4      | 3      | 70     | 21          |
|            | 308  | 90     | 24     | 194    | 117         |

出典：表「都議・党派別立候補数」、朝日新聞1965年7月12日1面。『縮刷版』（1965年7月号）289頁

## 選挙結果
選挙の結果、都議会野党の社会党が第1党に躍進した。これに対し、都知事与党の自民党は過半数61議席を大きく下回り、定数の3分の1を割り込んで第2党に転落した。また公明党は候補者が全員当選した他、共産党は戦後の都議選で2議席以上獲れなかった壁を突破して9議席に躍進した。前回選挙で全敗した民社党は4議席を獲得して都議会議席を回復することができた。なお投票率は一連の汚職事件に対する都議会への不信感もあって、前回選挙を大きく下回る結果となった。この選挙以降、非自民党系の政党が第1党を獲得することは2009年の都議選までなかった。
- 投票率：58.58％（前回選挙67.85％）[8]
- 当日有権者数：6,582,868名
- 投票者数：3,844,392名

| 党派       | 当選者 合計 | 増減     | 新旧内訳 | 新旧内訳 | 新旧内訳 | 解散前 議席 | 前回 選挙 | 得票数    | 得票率 |
| 党派       | 当選者 合計 | 増減     | 現職     | 元職     | 新人     | 解散前 議席 | 前回 選挙 | 得票数    | 得票率 |
| ---------- | ----------- | -------- | -------- | -------- | -------- | ----------- | --------- | --------- | ------ |
| 日本社会党 | 45          | 013      | 20       | 4        | 21       | 31          | 32        | 1,072,451 | 28.0   |
| 自由民主党 | 38          | 031      | 29       | 2        | 7        | 48          | 69        | 1,153,767 | 30.2   |
| 公明党     | 23          | 006      | 17       | 0        | 6        | 17          | 17        | 506,705   | 15.3   |
| 日本共産党 | 9           | 007      | 2        | 1        | 6        | 2           | 2         | 384,589   | 10.1   |
| 民社党     | 4           | 004      | 0        | 1        | 3        | 0           | 0         | 260,632   | 6.8    |
| 諸派       | 0           | 増減なし | 0        | 0        | 0        | 0           | 0         | 62,100    | 1.6    |
| 無所属     | 1           | 001      | 1        | 0        | 0        | 21          | 0         | 383,211   | 10.0   |
|            | 120         |          | 69       | 8        | 43       | 117         | 120       | 3,823,457 | 100.0  |

出典：表「都議・党派別当選者数」（朝日65年7月24日付夕刊1面）と表「都議・党派別得票数」（同65年7月25日付2面）。得票数に関しては按分票によって生じた小数点以下を切り捨てている。女性当選者は11名。
選挙結果を得票でみた場合、自民党は首位を維持したものの前回より大幅減（前回得票率48.2％→今回30.2％）、社会党はほぼ前回並み（27.8％→28.0％）、公明党（10.5％→13.3％）や共産党（4.5％→10.1％）及び民社党（5.2％→6.8％）は前回を大きく上回る結果となった。

## 当選した議員
日本社会党 
 自由民主党 
 公明党 
 日本共産党 
 民社党 
 無所属 
| 千代田区 | 加藤清政     | 山口虎夫   |            |            | 中央区   | 矢田英夫     | 青木幸太郎 |            |            |
| 港区     | 岡謙四郎     | 平山羊介   | 清宮五郎   | 砂田昌寿   | 文京区   | 酒井良造     | 山内吉雄   | 名古屋誠吉 |            |
| 新宿区   | 四谷信子     | 藤井富雄   | 清水長雄   | 茶山克巳   | 墨田区   | 矢田実       | 大川清幸   | 中沢茂     | 樋口亀吉   |
| 新宿区   | 田村徳次     |            |            |            | 目黒区   | 高橋清人     | 山口政之助 | 小杉隆     | 小泉隆     |
| 世田谷区 | 五島正三     | 梅津四郎   | 林永二     | 河野一郎   | 台東区   | 森川清次     | 中田俊一   | 小沼良太郎 | 大久保重直 |
| 世田谷区 | 廣川志津江   | 角田太郎   | 小畑マサエ | 小林三四   | 台東区   | 伊木香枝     |            |            |            |
| 江東区   | 神田学忠     | 小倉康男   | 力丸寛     | 深野昱子   | 豊島区   | 田村福太郎   | 今泉太郎   | 的場茂     | 佐々木千里 |
| 品川区   | 龍年光       | 大沢三郎   | 高井秀雄   | 桜井政由   | 荒川区   | 柳田豊茂     | 星野義雄   | 佐々木恒司 | 春日井秀雄 |
| 品川区   | 中大路満喜子 | 山村久     |            |            | 渋谷区   | 粕谷茂       | 沖田正人   | 川崎実     | 北田繁     |
| 大田区   | 山崎良一     | 川戸力     | 大沢三郎   | 板倉弘典   | 練馬区   | 高橋久子     | 菅原世光   | 加藤源蔵   |            |
| 大田区   | 久保田幸平   | 松尾喜八郎 | 福村治平   | 醍醐安之助 | 葛飾区   | 西方国治     | 宮沢道夫   | 石井博     | 村田宇之吉 |
| 杉並区   | 三上英子     | 藤原行正   | 中山一     | 川村千秋   | 板橋区   | 宮沢良雄     | 篠統一郎   | 金子二久   | 野村正太郎 |
| 杉並区   | 日高道博     | 藤原哲太郎 |            |            | 板橋区   | 金子伝吉     |            |            |            |
| 北区     | 竹入義勝     | 岡田助雄   | 渋谷一郎   | 車田守     | 足立区   | 三宅政一     | 小林政子   | 大山雅二   | 佐野善次郎 |
| 北区     | 塩谷アイ     |            |            |            | 足立区   | 安形惣司     |            |            |            |
| 江戸川区 | 井上浩一     | 渋沢利久   | 野口辰五郎 | 大日向蔦次 | 八王子市 | 三浦八郎     | 関根義一   |            |            |
| 立川市   | 中村富雄     |            |            |            | 武蔵野市 | 実川博       |            |            |            |
| 三鷹市   | 稲村明喜     |            |            |            | 青梅市   | 宇津木啓太郎 |            |            |            |
| 府中市   | 宮下武平     |            |            |            | 昭島市   | 田中晃       |            |            |            |
| 調布市   | 神林芳夫     |            |            |            | 町田市   | 高尾健一     |            |            |            |
| 北多摩郡 | 田中安三     | 土方洋一   | 島田繁正   | 鈴木仁     | 南多摩郡 | 古谷太郎     |            |            |            |
| 西多摩郡 | 中村正       |            |            |            | 伊豆七島 | 菊池民一     |            |            |            |

### 補欠選挙
- 1967年4月の補欠選挙は1967年東京都知事選挙に便乗する形で施行。

| 年     | 月日    | 選挙区         | 当選者     | 当選政党   | 欠員       | 欠員政党   | 欠員事由                                   |
| ------ | ------- | -------------- | ---------- | ---------- | ---------- | ---------- | ------------------------------------------ |
| 1967年 | 4月15日 | 台東区選挙区   | 内山榮一   | 自由民主党 | 大久保重直 | 自由民主党 | 死去                                       |
| 1967年 | 4月15日 | 世田谷区選挙区 | 菅沼元治   | 自由民主党 | 廣川志津江 | 自由民主党 | 第31回衆議院議員総選挙立候補準備のため辞職 |
| 1967年 | 4月15日 | 杉並区選挙区   | 机里美     | 自由民主党 | 三上英子   | 自由民主党 | 第31回衆議院議員総選挙立候補準備のため辞職 |
| 1967年 | 4月15日 | 豊島区選挙区   | 田村為次郎 | 自由民主党 | 田村福太郎 | 自由民主党 | 死去                                       |
| 1967年 | 4月15日 | 北区選挙区     | 富田直之   | 自由民主党 | 竹入義勝   | 公明党     | 第31回衆議院議員総選挙立候補準備のため辞職 |